# Centranthera
Centranthera es un género plantas fanerógamas perteneciente a la familia Scrophulariaceae. Ahora clasificada dentro de la familia Orobanchaceae. Comprende 21 especies descritas y de estas, solo 12 aceptadas.

## Taxonomía
El género fue descrito por Robert Brown y publicado en Prodromus Florae Novae Hollandiae 438. 1810.    La especie tipo es:  Centranthera hispida R.Br.	

## Especies aceptadas
A continuación se brinda un listado de las especies del género Centranthera  aceptadas hasta mayo de 2014, ordenadas alfabéticamente. Para cada una se indica el nombre binomial seguido del autor, abreviado según las convenciones y usos: 
- Centranthera brunoniana Wall. ex Benth.
- Centranthera chevalieri Bonati
- Centranthera cochinchinensis (Lour.) Merr.
- Centranthera grandiflora Benth.
- Centranthera hispida R.Br.
- Centranthera hookeri (Merr.) Merr.
- Centranthera indica (L.) Gamble
- Centranthera nepalensis D.Don
- Centranthera rubra H.L.Li
- Centranthera siamensis T.Yamaz.
- Centranthera tonkinensis Bonati
- Centranthera tranquebarica (Spreng.) Merr.